# Fun Lovin' Criminals
Fun Lovin' Criminals är en amerikansk raprock-grupp, bildad 1993. De är bland annat kända för hiten "Scooby Snacks" från 1996.

## Medlemmar
Nuvarande
- Brian Leiser – basgitarr, keyboard, sång
- Frank Benbini – trummor, bakgrundssång
- Naim Cortazzi – gitarr, bakgrundssång

Tidigare
- Huey Morgan – gitarr, sång
- Steve Borgovini – trummor
- Maxwell Jayson – trummor

## Diskografi
Studioalbum
- Come Find Yourself (1996)
- 100% Colombian (1998)
- Loco (2001)
- Welcome to Poppy's (2003)
- Livin' in the City (2005)
- Classic Fantastic (2010)